# 屏東 (金門縣)
金門縣的屏東地區指的是金沙鎮與金湖鎮交界地帶，環島東路一段以西，金東加油站以南，民享地區以東，玉章路以北，包含龍陵湖、後陵公園的地區。

## 景點
- 屏東文康中心